# شهین نعمت‌زاده
شهین نعمت‌زاده (متولد ۱۳۳۳) زبان‌شناس ایرانی، استاد بازنشسته دانشگاه الزهرا، عضو شورای واژه‌گزینی فرهنگستان زبان و ادب فارسی، رئیس انجمن زبان‌شناسی ایران و عضو گروه اصطلاح‌شناسی در پژوهشگاه اسناد و مدارک ایران است. پژوهش‌های او عمدتاً در حوزه روان‌شناسی زبان، آموزش زبان اول و واژه‌گزینی قرار دارند. او برندهٔ جایزه هجدهمین دوره جشنواره بین‌المللی خوارزمی در بخش طرح‌های کاربردی علوم انسانی، برنده جایزه آیسسکو و عضو آکادمی علوم جهان سوم (بخش زنان) است.

## آثار
- فارسی: بخوانیم و بنویسیم (همکاری در تألیف)، کتاب درسی پایه اول دبستان، سازمان پژوهش و برنامه‌ریزی آموزشی، ۱۳۸۱
- واژگان پایه فارسی از زبان کودکان ایرانی، شهین نعمت‌زاده، محمد دادرس، مهدی دستجردی کاظمی، محرم منصوری‌زاده، ناشر: مدرسه، ۱۳۹۰
- زبان و رسانه با گرایش به زبان فارسی و رادیو: مجموعه مقالات هم‌اندیشی زبان و رسانه، گروه مؤلفان، تهران: طرح آینده، ۱۳۸۷
- زنان و ریاضیات، ام.لین اوسن، شهین نعمت‌زاده (مترجم)، تهران: پرویز شهریاری
- فرهنگ گویش کرمانی، محمدابراهیم باستانی پاریزی، محمد صرافی و شهین نعمت‌زاده، تهران: انتشارات صدا و سیمای جمهوری اسلام ایران
- فهرست پایان‌نامه‌های فارغ‌التحصیلان ایرانی خارج از کشور، تهران: وزارت فرهنگ
- کتاب‌شناسی توصیفی روش تحقیق (گردآوری)، تهران، مرکز اطلاعات و مدارک علمی ایران، ۱۳۶۴